# Lindy Wilson
Lindy Wilson é uma política sul-africana da Aliança Democrática. Ela é membro da Assembleia Nacional da África do Sul desde 2014.